# Alpenus geminipuncta
Alpenus geminipuncta är en fjärilsart som beskrevs av George Francis Hampson 1916. Alpenus geminipuncta ingår i släktet Alpenus och familjen björnspinnare. Inga underarter finns listade i Catalogue of Life.